# Karel Jerič
Karl Jerič, slovenski operni in koncertni pevec, * 14. julij 1941, Maribor.
Karel Jerič je leta 1971 diplomiral na ljubljanski Akademiji za glasbo. Odtlej nastopa v ljubljanski Operi. Je lirski tenor, kot izvrsten igralec se odlikuje v karakternih vlogah. Leta 1986 je za operne nastope, predvsem za vlogo Švejka prejel nagrado Prešernovega sklada.